# Winhausen
Winhausen ist ein Gemeindeteil des Marktes Maroldsweisach im unterfränkischen Landkreis Haßberge in Bayern.

## Geographie
Die Einöde liegt im nordöstlichen Teil des Landkreises Haßberge im Naturpark Haßberge auf einer Hochebene oberhalb von dem Bach Ermetz, einem linken Zufluss der Baunach. Eine Gemeindestraße verbindet Winhausen in die Richtung Norden mit Birkenfeld und in Richtung Süden mit Ditterswind.

## Geschichte
Der Ortsname, der „bei den Häusern der Wenden“ bedeutet, weist auf eine slawische Ansiedlung unter fränkischen Grundherren hin. Die Wenden rodeten den Wald auf der Hochfläche und gründeten vermutlich im 10. Jahrhundert das Dorf. Die erste urkundliche Erwähnung als „Winhusen“ war 1303 als Lehen des Bistums Würzburg mit Karl und Theine von Lichtenstein und Albert von Schweinshaupten als Lehensträger.
1514 veräußerte Wilhelm Fuchs von Burgbreitbach das Dorf mit sämtlichen Liegenschaften an Bernhard von Hutten, Herrn des Rittergutes Birkenfeld. Im 17. Jahrhundert führten unter anderem eine weitere Verminderung der Ertragsfähigkeit der wenig fruchtbaren Ackerflächen und Wassernot zu einem Wegzug der Einwohner. Teile des Dorfes fielen wüst. Nach dem Dreißigjährigen Krieg bestand die Siedlung noch aus einem Gutshof und vier Haushaltungen.
Im Jahr 1804 kam Winhausen zum Landgericht Hofheim und 1806 zum Patrimonialgericht Birkenfeld. 1841 wurde Franz Carl Rudolf von Ortenburg Eigentümer des Gehöftes. Die jeweiligen Verwalter betrieben im 19. Jahrhundert vor allem Viehhaltung aber auch eine Schäferei. Im 20. Jahrhundert gab es eine Pferdezucht.
1862 wurde Winhausen, das Gemeindeteil von Birkenfeld war, in das neu geschaffene bayerische Bezirksamt Königshofen eingegliedert. 1871 hatte der Gutshof acht Einwohner und fünf Gebäude. Er gehörte zum Sprengel der evangelisch-lutherischen Pfarrei im 1,0 Kilometer entfernten Birkenfeld, wo sich auch die evangelische Schule befand. Im Jahr 1900 wurde die Landgemeinde Birkenfeld dem neu gegründeten Bezirksamt Hofheim zugeordnet. Damals zählte die Einöde sieben Einwohner und ein Wohngebäude. 25 Jahre später waren diese Zahlen unverändert. Im Jahr 1950 hatte das Gehöft unverändert fünf Einwohner und ein Wohngebäude. Elf Jahre später wurden noch ein Wohngebäude und drei Einwohner gezählt. In den Jahren 1970 und 1987 wurden keine Einwohner verzeichnet.
Am 1. Juli 1972 wurde der Landkreis Hofheim in Unterfranken aufgelöst und Winhausen kam mit Birkenfeld zum Haßberg-Kreis. Am 1. Juli 1973 folgte die Eingliederung nach Ermershausen und am 1. Juli 1975 folgte die Umgliederung als Gemeindeteil nach Maroldsweisach.

## Baudenkmäler
Der Gutshof besteht aus einer von einer Steinmauer umfriedeten dreiflügeligen Anlage. Das Verwalterhaus im Norden ist ein eingeschossiges Fachwerkhaus mit der Bezeichnung 1787. An der Westseite steht ein langes Wirtschaftsgebäude aus Sandsteinquadern mit einer korbbogigen Toreinfahrt über der sich die Wappenkartusche von Johann Ernst von Hutten und seiner Gemahlin Ann Gertraud von Weyers mit der Jahreszahl 1697 befindet. Das südliche Wirtschaftsgebäude ist ein langgestreckter, zweigeschossiger Stall- und Scheunenbau mit Fachwerkobergeschoss.
In der Bayerischen Denkmalliste ist das Wirtschaftsgut Winhausen als ein Baudenkmal, bestehend aus fünf Objekten, aufgeführt. Außerdem werden als Bodendenkmäler die Dorfwüstung Winhausen sowie Fragmente ehemaliger Baumalleen im Umgriff des Gutes gelistet.